# Prem (voornaam)
Prem is een mannelijke voornaam, oorspronkelijk van het Indiase subcontinent. De naam stamt uit het hindoeïsme en het Sanskriet en deze staat voor onvoorwaardelijke verheven liefde.
Dit woord wordt ook gebruikt in andere talen van Zuid-Aziatische oorsprong, waaronder Hindi, Assamees, Marathi, Bengaals, Kannada en Telugu.
Het is ook een onafhankelijke Duitse achternaam. Het kan ook worden gebruikt als een afkorting van 'eerste minister'.

## Bekende personen met Prem als voornaam
- Prem Radhakishun, een Nederlandse advocaat, columnist en televisiemaker
- Prem Tinsulanonda, een voormalige Thaise generaal en politicus.